# Edel Saunte
Edel Saunte, född 1904, död 1991, var en dansk kvinnosakspolitiker. Hon var ordförande för Dansk Kvindesamfund mellan 1936 och 1941.  Hon satt i folketinget 1947-1962 och var Köpenhamns borgmästare 1962-1974. 